# یواس‌اس کالیفرنیا (اس‌اس‌ان-۷۸۱)
یواس‌اس کالیفرنیا (اس‌اس‌ان-۷۸۱) (به انگلیسی: USS California (SSN-781)) یک زیردریایی است که طول آن 114.9 meters (377 feet) می‌باشد. این زیردریایی در سال ۲۰۱۰ ساخته شد.